# Petr Čepek
Petr Čepek, né le 16 septembre 1940 à Prague et mort le 20 septembre 1994  à Vrchlabí, est un acteur tchèque qui a été notamment membre de la troupe théâtrale du Club dramatique de Prague.
Le dernier film dans lequel il a joué est Faust du réalisateur surréaliste tchèque Jan Švankmajer.

## Filmographie partielle
- 1966 : Hôtel pour étrangers d'Antonín Máša
- 1967 : Údolí včel (The Valley of the Bees (en)) de František Vláčil
- 1969 : Adelheid de František Vláčil
- 1971 : Petrolejové lampy (Les Lampes à pétrole) de Juraj Herz
- 1971 : Le Prince Bajaja (Princ Bajaja) : Cerný princ (le prince noir)
- 1972 : Morgiana de Juraj Herz
- 1978 : Tajemství Ocelového města de Ludvík Ráža : Filbank
- 1981 : Une blonde émoustillante de Jiří Menzel
- 1982 : Le Vampire de Ferat de Juraj Herz
- 1983 : Jára Cimrman ležící, spící (Jára Cimrman Lying, Sleeping (en)) de Ladislav Smoljak
- 1984 : Les Festivités du Perce-neige de Jiří Menzel
- 1985 : Mon cher petit village de Jiří Menzel
- 1987 : Dobří holubi se vracejí (cs) de Dusan Klein
- 1989 : Devět kruhů pekla (cs) (Nine Circles of Hell) de Milan Muchna
- 1994 :  Díky za každé nové ráno de Milan Šteindler
- 1994 : La Leçon Faust (Faust) de Jan Švankmajer